# Baniocha
Baniocha – wieś w Polsce położona w województwie mazowieckim, w powiecie piaseczyńskim, w gminie Góra Kalwaria. Leży nad Małą (rzeka), która tworzy bagienną dolinę ciągnącą się na południe w stronę wsi Ługówka, przy drodze krajowej nr 79.
Administracyjnie na terenie wsi utworzono dwa sołectwa Baniocha-Wieś i Baniocha-Osiedle
| SIMC    | Nazwa     | Rodzaj    |
| ------- | --------- | --------- |
| 0001525 | Wilczynek | część wsi |

## Opis
Wieś szlachecka Baniecha położona była w drugiej połowie XVI wieku w powiecie czerskim ziemi czerskiej województwa mazowieckiego.
W latach 1954–1961 wieś należała i była siedzibą władz gromady Baniocha, po jej zniesieniu w gromadzie Kąty. W latach 1975–1998 miejscowość administracyjnie należała do województwa warszawskiego.
W Baniosze, nieopodal wsi Łubna, znajduje się składowisko odpadów „Łubna”.
W Baniosze znajdowała się stacja nieistniejącej już Grójeckiej Kolei Dojazdowej, położonej na tym odcinku dokładnie wzdłuż (po południowej stronie) obecnej szosy Piaseczno–Góra Kalwaria.
Miejscowość jest siedzibą parafii Najświętszej Maryi Panny Królowej Pokoju, należącej do dekanatu konstancińskiego, archidiecezji warszawskiej. Została ona erygowana 20 września 1952 przez arcybiskupa Stefana Wyszyńskiego. Kościół parafialny pod wezwaniem Chrystusa Dobrego Pasterza zbudowano w latach 1960–1963 według projektu Stanisława Czernego. W latach 1964–1965 wybudowano wieżę.
We wsi znajdowała się cegielnia Feniks z XIX wieku, rozbudowana po II wojnie światowej. Została ona zburzona w 2002. Na terenie dawnego SKR pozostałości parku podworskiego z XIX wieku, dwór spłonął w latach 70. XX wieku i został rozebrany.

## Sport
W Baniosze swoją siedzibę ma klub piłkarski Orzeł Baniocha, powstały w 1954 i rozgrywający domowe mecze na Stadionie Miejskim. Od sezonu 2021/2022 występuje w IV lidze mazowieckiej.

## W kulturze masowej
Baniocha jest celem podróży wszystkich tzw. łebków kierowcy działacza sportowego Antoniego Kłuska w serialu Zmiennicy.
Również w Baniosze kręconych było wiele scen polskiego serialu M jak miłość.